# Yutz
 Yutz  (en alemán Jeutz) es una población y comuna francesa, en la región de Lorena, departamento de Mosela, en el distrito de Thionville-Est. Es el chef-lieu y mayor población del cantón de su nombre.

## Demografía
| 413                       | 344 | 525 | 1 023 | 1 529 | 1 516 | ABS. | ABS. | ABS. | 1 375 | 1 482 | 1 502 | 1 053 | 1 077 | 1 366 | 1 419 | 2 064 | 3 601 | 5 332 | 5 710 | 7 578 | 8 107 | 9 092 | 8 609 | 7 410 | 8 801 | 10 565 | 11 327 | 17 029 | 15 444 | 13 920 | 14 687 | 16 019 |
| (Fuente: INSEE y Cassini) |     |     |       |       |       |      |      |      |       |       |       |       |       |       |       |       |       |       |       |       |       |       |       |       |       |        |        |        |        |        |        |        |